# Nicholas Prasad
Nicholas Prasad (* 7. Dezember 1995 in Edmonton) ist ein kanadisch-fidschianischer Fußballspieler.

## Karriere

### Verein
2011 trat Prasad der Vancouver Whitecaps FC Academy bei. Ein Jahr später gab er sein Debüt als Senior bei der Reserve Squard. 2014 gehörte Prasad zum Team von Whitecaps FC U-23.
In 2014 unterzeichnete er einen Vertrag, um an der Seattle University für NCAA Division I College-Football zu spielen. Prasad hatte die Berechtigung, für vier Jahre bei Seattle Redhawks zu spielen.
2018 unterzeichnete Prasad für ein Jahr einen Vertrag bei Regionalliga Bayern, SpVgg Bayreuth.
Am 16. Juli 2019 unterschrieb er bei der USL-Meisterschaftsmannschaft FC Tulsa in Tulsa, Oklahoma.
Ab Januar 2020 bis Juli 2021 spielte Prasad für den Bischofswerdaer FV 08, Position Abwehr. Der Verein verpflichtete mit Nicholas Prasad erstmals einen Nationalspieler.

### Nationalmannschaft
2019 wurde Prasad für Freundschaftsspiele gegen Neukaledonien und Mauritius in die fidschianische Fußballnationalmannschaft berufen. Am 18. März 2019 gab er sein Debüt gegen Neukaledonien und wurde für die Pacific Games ausgewählt. Fidschi gewann eine Bronzemedaille.

## Persönliches
Prasad wurde als Sohn fidschianischer Eltern (indischstämmig) in Kanada geboren. Er besitzt zwei Staatsbürgerschaften und darf deshalb auch für Fidschi spielen. Prasad lebt in Surrey (British Columbia) in Kanada.